# 代官山プロダクション
株式会社代官山プロダクション（かぶしきがいしゃだいかんやまプロダクション）は、東京都渋谷区代々木にかつて存在した芸能事務所。アミューズ非連結関連企業。音楽制作者連盟加盟。通称『代プロ』。

## 概要
元スペクトラムのリーダーである新田一郎が1985年にアミューズから暖簾分けの形で独立し、アミューズ創業の地でもある代官山に設立。代々木移転前は恵比寿に事務所があった。同敷地内にはレコード会社DAIPRO-Xもある。
2009年10月14日破産手続開始決定。2010年7月23日付で費用不足のため破産廃止となり、完全消滅した。

## 破産時まで所属していたタレント
- 嘉門達夫（さくら咲くを設立して所属）
- ACTION（さくら咲くに所属）
- イノキン（不明）
- 印度の林檎（笑業団体しきかけ一味へ移籍）
- 矢部たかひろ（笑業団体しきかけ一味へ移籍）
- さーくるらいおん（ネクストラボを設立して所属）
- ブサンヌ（不明）

## 過去に所属したアーティスト・タレント
- 爆風スランプ（アミューズへ移籍）
- 鈴木彩子（退社後、インディーズ歌手として活動）
- ブリーフ&トランクス（解散後、伊藤多賀之と細根誠はそれぞれソロで活動）
- ザ・ラスト・アーバン・カウボーイ
- 鳥肌実（ことり事務所へ移籍）
- だいたひかる（吉本興業へ移籍）
- FoolyouS（現在は永島浩之のみソロで活動）
- TOPS（バーベQ和佐田、三井雅弘、工藤隆在籍／解散）
- ドミンゴス
- 須賀響子(1994年秋に原宿でスカウトされ、1994年11月23日付で活動開始し、1997年に芸能界から引退)
- SHINOZAKI
- 高見恭子

## 過去の業務提携
- あのねのね事務所との業務提携
  - 清水國明
  - 原田伸郎
  - 清水クーコ

## 製作映画
- バトルヒーター（アミューズとの共同制作、1989年）

## 関連会社
- DAIPRO-X